# Having a Rave Up with The Yardbirds
Having a Rave Up with The Yardbirds — второй американский альбом британской рок-группы The Yardbirds, выпущенный 15 ноября 1965 года на лейбле Epic Records. Занимает 355-е место в списке «500 величайших альбомов всех времён по версии журнала Rolling Stone».
Альбом содержит несколько концертных записей марта 1964 года, а также новые песни 1965 года, записанные в студии. Концертные записи были сделаны в тот период, когда соло-гитаристом группы был Эрик Клэптон (эти записи были ранее изданы на британском дебютном альбоме Five Live Yardbirds, который не был выпущен в США). Новые композиции были записаны после ухода Клэптона с новым соло-гитаристом Джеффом Беком через несколько месяцев после того, как он присоединился к группе в марте 1965 года. Они включают несколько синглов, попавших в чарты, в частности, одну из самых копируемых аранжировок Yardbirds «Train Kept A-Rollin’». Хотя большинство из них не были написаны группой, песни стали неотъемлемой частью концертного репертуара группы и продолжали исполняться после того, как Джимми Пейдж заменил Бека.

## Список композиций
| №                   | Название                         | Автор(ы)                             | Длительность |
| ------------------- | -------------------------------- | ------------------------------------ | ------------ |
| 1.                  | «Mr. You’re A Better Man Than I» | Брайан Хагг, Майк Хагг               | 3:17         |
| 2.                  | «Evil Hearted You»               | Грэм Гоулдман                        | 2:33         |
| 3.                  | «I’m a Man»                      | Бо Диддли                            | 2:36         |
| 4.                  | «Still I’m Sad»                  | Маккарти, Самвелл-Смит               | 2:57         |
| 5.                  | «Heart Full Of Soul»             | Грэм Гоулдман                        | 2:27         |
| 6.                  | «Train Kept A-Rollin’»           | Тайни Брадшоу, Ховард Кэй, Луис Манн | 3:25         |
| 7.                  | «Smokestack Lightning»           | Хаулин Вулф                          | 5:38         |
| 8.                  | «Respectable»                    | Isley, Isley, Isley                  | 5:35         |
| 9.                  | «I’m a Man»                      | Бо Диддли                            | 4:31         |
| 10.                 | «Here 'Tis»                      | Бо Диддли                            | 5:08         |
| Общая длительность: | Общая длительность:              | Общая длительность:                  | 38:07        |

| №                   | Название                      | Автор(ы)                                 | Длительность |
| ------------------- | ----------------------------- | ---------------------------------------- | ------------ |
| 11.                 | «Shapes of Things»            | Маккарти, Самвелл-Смит                   | 2:24         |
| 12.                 | «New York City Blues»         | Дрейя, Релф                              | 4:17         |
| 13.                 | «Jeff’s Blues, Take 1»        | Бек                                      | 3:02         |
| 14.                 | «Someone To Love, Part 1»     | Бек, Релф, Самвелл-Смит, Дрейя, Маккарти | 2:22         |
| 15.                 | «Someone To Love, Part 2»     | Бек, Релф, Самвелл-Смит, Дрейя, Маккарти | 4:16         |
| 16.                 | «Like Jimmy Reed Again»       | Бек, Релф, Самвелл-Смит, Дрейя, Маккарти | 3:02         |
| 17.                 | «Chris Number»                | Бек, Релф, Самвелл-Смит, Дрейя, Маккарти | 2:21         |
| 18.                 | «What Do You Want»            | Бек, Релф, Самвелл-Смит, Дрейя, Маккарти | 3:09         |
| 19.                 | «Here ’Tis»                   | Бо Диддли                                | 3:48         |
| 20.                 | «Here ’Tis (Version For RSG)» | Бо Диддли                                | 4:04         |
| 21.                 | «Stroll On»                   | Релф, Бек, Джимми Пейдж, Дрейя, Маккарти | 2:44         |
| Общая длительность: | Общая длительность:           | Общая длительность:                      | 1:13:36      |

## Участники записи
- Кит Релф — вокал, губная гармоника, бубен
- Джефф Бек — соло-гитара
- Крис Дрейя — ритм-гитара
- Пол Самвелл-Смит — бас-гитара
- Джим Маккарти — барабаны
- Эрик Клэптон (7-10 треки), Джимми Пейдж (21) — гитара